# NGC 155
NGC 155 è una galassia lenticolare situata nella costellazione della Balena.

## Descrizione
Data la sua luminosità superficiale pari 14,16, NGC 155 può essere considerata come una galassia a bassa luminosità superficiale (nella letteratura in lingua inglese abbreviata in LSB, acronimo di "Low Surface Brightness"). Si tratta di una categoria di galassie diffuse (D) la cui luminosità, osservata dalla Terra, risulta inferiore di almeno una magnitudo rispetto al cielo notturno circostante.

## Scoperta
NGC 155 è stata scoperta il 1 settembre 1886 dall'astronomo americano Lewis A. Swift.